# 1709
1709 (MDCCIX) je bilo navadno leto, ki se je po gregorijanskem koledarju začelo na torek, po 11 dni počasnejšem julijanskem koledarju pa na soboto.

## Dogodki
- 1. januar

## Rojstva
- 18. september - Samuel Johnson, angleški leksikograf, pisatelj, pesnik in kritik († 1784)
- 19. december - Julien Offray de La Mettrie, francoski zdravnik in filozof († 1751)

## Smrti
- 3. oktober - Ivan Mazepa, hetman Kozaškega hetmanata (* 1639)

Neznan datum
- Gadadhara Bhattacharya, indijski (bengalski) filozof in logik (* 1604)